# Zuiderstraat 63 (Noordbroek)
De Oldambster boerderij aan de Zuiderstraat 63 in de Groningse plaats Noordbroek werd in 1868 gebouwd en is erkend als rijksmonument.

## Beschrijving
Al voor 1800 stond er op deze plaats een boerderij. In 1868 was de boerderij in het bezit van de landbouwer Tjark Luitjen Boelema. De boerderij werd waarschijnlijk in 1859 door hem gekocht. Boelema was tevens kerkvoogd, raadslid en 46 jaar wethouder van Noordbroek. Het jaar na de bouw van de nieuwe boerderij ging zijn zoon Luitjen Tjark Boelema hier het boerenbedrijf uitoefenen. Na het overlijden van zijn vader kocht hij in 1894 de boerderij van de erven. Sinds 1935 is de boerderij in het bezit van leden van de familie Hevinga.
De neoclassicistische boerderij aan de Zuiderstraat 63 heeft een omlijste entree tussen twee pilasters in het middenrisaliet van de symmetrisch vormgegeven voorgevel. Een stenen stoep van drie treden leidt naar de bewerkte voordeur. In het bovenlicht boven de deur zijn decoraties aangebracht. Daarboven worden de ruiten in het venster gescheiden door een van ornamenten voorzien middendeel. Hetzelfde type ornamenten, maar dan horizontaal, is te vinden in de afsluiting aan de bovenzijde van het risaliet. Recht daarboven bevindt zich een drielichtsdakkapel. Ter weerszijden van het middenrisaliet heeft de voorgevel twee achtruitsvensters. Onder elk van deze vensters bevinden zich kelderramen en erboven vierruitsvensters op de verdieping. De voorgevel wordt afgesloten door zijpilasters. Ook in de zijgevels voor de eerste krimp zijn achtruitsvensters gemaakt. Het zadeldak van het woongedeelte is gedekt met zwarte pannen, die afsteken tegen de rode pannen, waarmee de aan de achterzijde aangebouwde schuur is gedekt. De schuur is breder dan het woongedeelte, waardoor een tweede krimp in de zijgevel wordt gevormd.

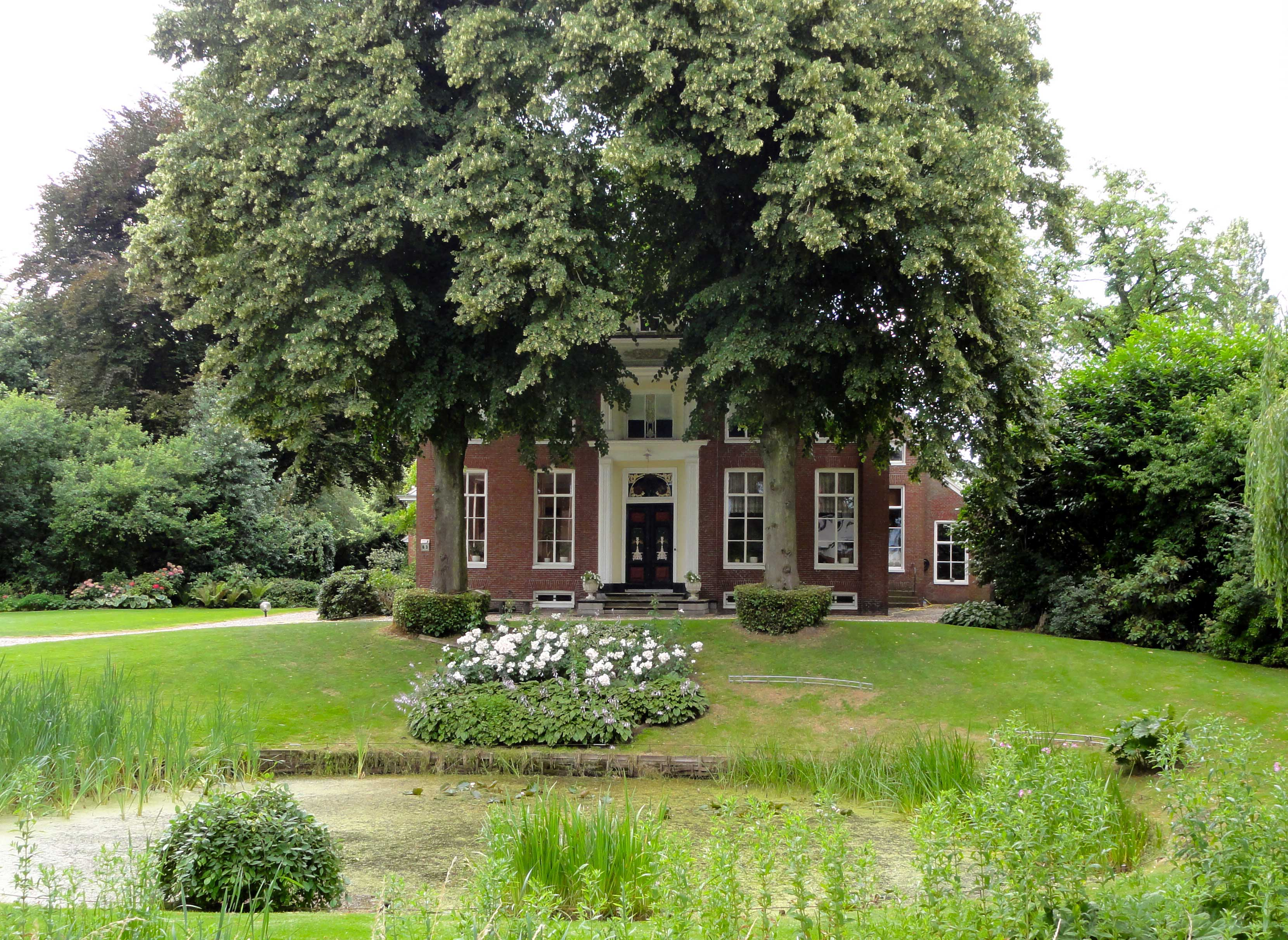
Voorzijde van de boerderij met een deel van de tuin

Voor de boerderij ligt een slingertuin met vijverpartij en tuinornamenten. In de tuin staan onder meer een bruine beuk, een groene beuk, een kastanjeboom en twee linden. In 1950 werd de tuin opgemeten en in kaart gebracht door het Nederlands Openluchtmuseum. In de periode 1998 tot 2003 werd de tuin hersteld in het kader van een project om oude Oldambster slingertuinen weer op te knappen.
De boerderij is erkend als een rijksmonument en vormt een monumentale compositie met de naast gelegen boerderij aan de Zuiderstraat 61 en de woningen aan de overzijde van de straat aan de Zuiderstraat 34 en aan de Zuiderstraat 36.